# Gội nước
Gội nước (danh pháp khoa học: Aglaia korthalsii) là một loài thực vật thuộc họ Meliaceae. Loài này có ở Bhutan, Brunei, Ấn Độ, Indonesia, Malaysia, Philippines, và Thái Lan.